# Керолин Барек
Детектив Керолин Барек је измишљени лик. Тумачила ју је Анабела Скјора. Први пут се појавила у епизоди "Дијамантски пси", а последњи у епизоди "Добро".

## Каријера

### Злочиначке намере
Детективка Керолин Барек је ортакиња детектива Мајка Логана током пете сезоне серије Ред и закон: Злочиначке намере. Анабела Скјора је изненада напустила серију на крају сезоне и била је исписана у шестој сезони.
Керолин Барек је криминалистичка профилисткиња из Бруклиншког Кобл Хила и провела је две године након 11. септембра у ФБИ-у. Поред енглеског, говори и пољски, шпански, италијански, креолски, руски, кантонски и јидиш. Број Барекине значке је 6141.
Барекова је раније радила без ортака, што објашњава њену навику да разговара сама са собом док испитује место злочина. Она наговештава да је њена мајка била строга. Када се девојка која се доргирала хероином обукла испред ње и Логана у болници, она је рекла Логану да би је њена мајка убила да се облачила или скидала пред потпуним странцима. Барекова је католкиња и, за разлику од Логана, верује да чак и најгори грешник заслужује опроштај. Барекин отац је био столар који је био у синдикату. Барекова признаје да има бившег дечка са проблемом коцкања и да је провела две године покушавајући да му помогне после чега је раскинула са њим.
Она и Логан се не гледају увек очи у очи, али она га подржава када му затреба. На пример, она га јавно подржала када је случајно убио полицајца на тајном задатку. Она је такође приметила када се разболео и одвела га је код травара. Травар је открио да је Логан дошао у спој са отровним бршљаном који га на дражује и нехотице им је помогао да реше случај.
Барекова се није појавила у серији након завршетка пете сезоне. Заменила ју је Меган Вилер. У серији није наведен разлог за њен очигледан одлазак, али се у шестој сезони наговестило да се она и Логан нису растали у добрим односима. Када је нови капетан Дени Рос саркастично поменуо Логану да може да му врати Барекову ако му Вилерова не буде одговарала, Логан је одговорио преврћући очима и правећи гримасу.

### Одељење за специјалне жртве
Анабела Скјора је поново тумачила своју улогу Керолин Барек у 22. сезони серије Ред и закон: Одељење за специјалне жртве у епизоди " Лов, замка, силовање и пуштање". Барекова, сада поручница у ОСЖ-а Бронкса, удружује снаге са капетанком Оливијом Бенсон и њеном екипом да пронађе низног силоватеља чије жртве живе у обе општине. Када се открило да је један од њених детектива силоватељ, она је пребачена из ОСЖ-а у Одељење за убиства СУП-а.